# Christus-Kirche (Nörten-Hardenberg)

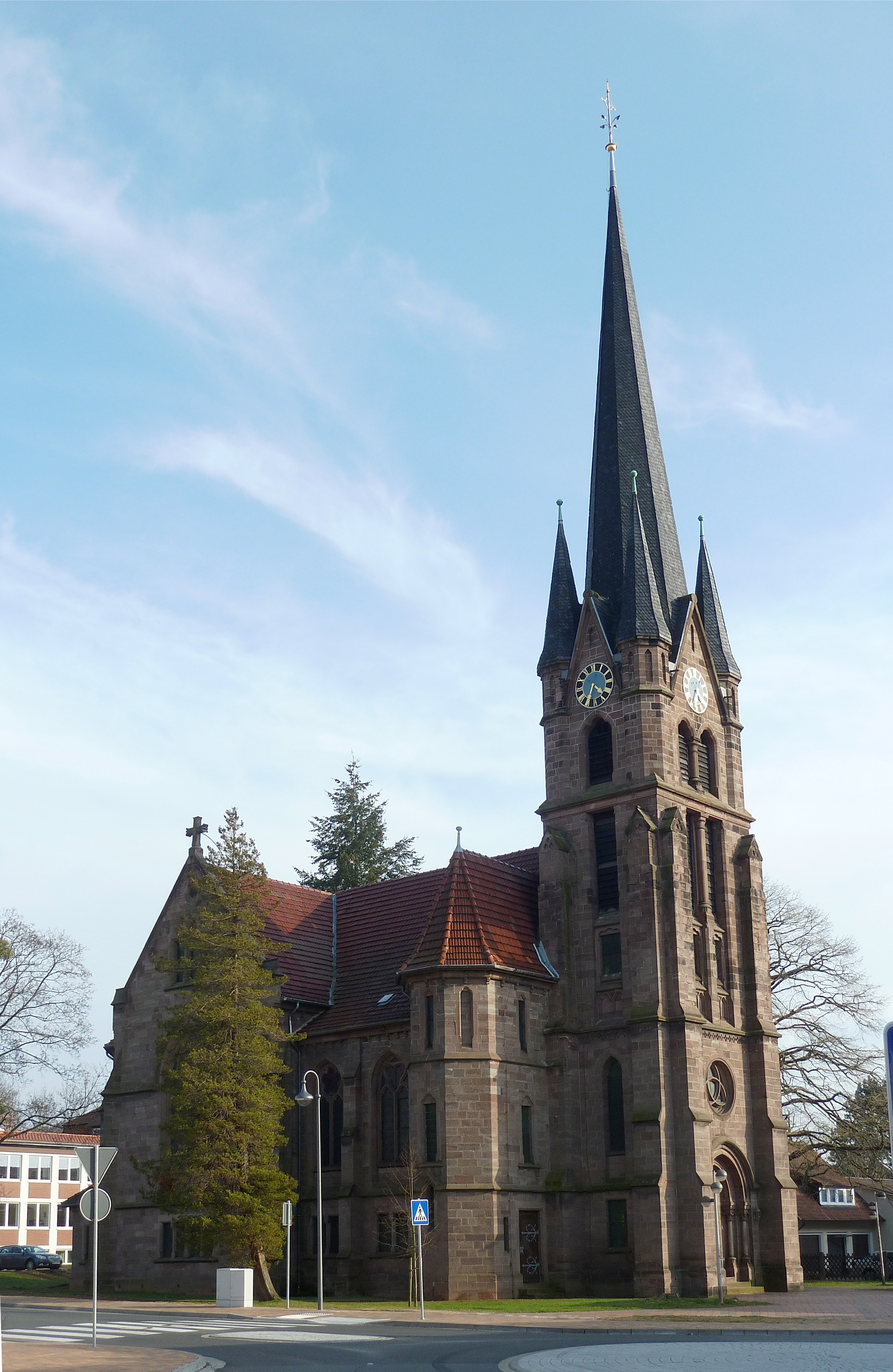
Christus-Kirche

Die evangelisch-lutherische Christus-Kirche steht in Nörten-Hardenberg, einem Flecken im Landkreis Northeim in Niedersachsen. Die Kirche gehört zur Emmaus-Kirchengemeinde im Kirchenkreis Leine-Solling im Sprengel Hildesheim-Göttingen der Evangelisch-lutherischen Landeskirche Hannovers.

## Beschreibung
Die neugotische Hallenkirche mit drei Kirchenschiffen wurde aus Quadermauerwerk nach den Plänen von Friedrich Wilhelm Karl Jacob gebaut. Die Grundsteinlegung war am 14. September 1902, die Einweihung am 24. September 1904. Die Kreuzkirche hat ihren Glockenturm im Westen, der von zwei Treppentürmen flankiert wird. Hinter zwei Jochen des Langhauses wurde ein Querschiff errichtet. Daran schließen sich im Osten ein eingezogener Chor und eine Apsis mit dreiseitigem Abschluss an. An den Chor ist nach Süden die Sakristei angebaut. Auf der Empore im Westen steht die Orgel mit 15 Registern, zwei Manualen und Pedal, die von Rudolf Janke 1970/71 gebaut wurde.